# Bake Off Italia - Dolci in forno (decima edizione)
La decima edizione di Bake Off Italia - Dolci in forno va in onda dal 2 settembre 2022 su Real Time e sul NOVE. La location di quest'anno è, per il quarto anno consecutivo, Villa Borromeo d'Adda, ad Arcore.
La presentatrice della gara continua ad essere Benedetta Parodi, mentre al duo consolidato dei giudici (formato da Ernst Knam e Damiano Carrara) si aggiunge un nuovo membro, Tommaso Foglia, subentrato a Clelia d'Onofrio, la quale si occupa in questa edizione, solo di mostrare e commentare le schede tecniche dei dolci alla base delle prove creative.

## Concorrenti
| Pos. | Concorrente            | Età | Occupazione                      | Città                 | Stato                |
| ---- | ---------------------- | --- | -------------------------------- | --------------------- | -------------------- |
| 1°   | Davide Merigo          | 38  | Architetto                       | Puegnago del Garda    | Vincitore            |
| 2ª   | Chiara Chiasso         | 25  | Infermiera                       | Castel Viscardo       | Seconda classificata |
| 3ª   | Margherita Cracco      | 19  | Studentessa                      | Valdagno              | Terza classificata   |
| 4ª   | Ginevra Castaldi       | 28  | Libera professionista            | Napoli                | Quarta classificata  |
| 5°   | Leonardo "Leo" Vicari  | 19  | Studente                         | Borgetto              | Eliminato            |
| 6°   | Alessio Petri          | 24  | Studente                         | Poggibonsi            | Eliminato            |
| 7°   | Mukesh Gurung          | 21  | Libero professionista            | Pontedera             | Eliminato            |
| 8°   | Riccardo Erbini        | 32  | Preparatore chimico farmaceutico | Villanova del Sillaro | Eliminato            |
| 9°   | Stefano Berton         | 44  | Manager                          | Castion               | Eliminato            |
| 10ª  | Paola Innocenti        | 41  | Contadina                        | Magliano in Toscana   | Eliminata            |
| 11°  | Gianbattista Bertocchi | 62  | Carpentiere                      | Castelcovati          | Eliminato            |
| 12ª  | Maria Femia            | 55  | Casalinga                        | Genova                | Eliminata            |
| 13ª  | Gaia De Luca           | 23  | Studentessa                      | Cosenza               | Eliminata            |
| 14ª  | Stefania Boi           | 61  | Casalinga                        | Quartucciu            | Eliminata            |
| 15°  | Giovanni Indino        | 27  | Studente                         | Specchia              | Eliminato            |
| 16°  | Daniele Militello      | 40  | Bancario                         | Catania               | Ritirato             |

## Tabella eliminazioni
| 1  | Chiara       | Davide       | Davide       | Margherita   | Alessio      | Stefano      | Leo          | Alessio    | Davide     | Ginevra    | Chiara     | Margherita | Davide     | Chiara     | Chiara     | Davide |  |  |  |  |  |  |  |  |  |  |  |  |
| 2  | Alessio      | Alessio      | Alessio      | Chiara       | Chiara       | Alessio      | Alessio      | Chiara     | Chiara     | Alessio    | Davide     | Chiara     | Ginevra    | Davide     | Davide     | Chiara |  |  |  |  |  |  |  |  |  |  |  |  |
| 3  | Davide       | Chiara       | Chiara       | Davide       | Davide       | Chiara       | Chiara       | Davide     | Ginevra    | Davide     | Leo        | Leo        | Margherita | Margherita | Margherita |        |  |  |  |  |  |  |  |  |  |  |  |  |
| 4  | Gianbattista | Gianbattista | Gianbattista | Gianbattista | Ginevra      | Davide       | Ginevra      | Ginevra    | Leo        | Leo        | Margherita | Davide     | Chiara     | Ginevra    |            |        |  |  |  |  |  |  |  |  |  |  |  |  |
| 5  | Ginevra      | Ginevra      | Ginevra      | Ginevra      | Leo          | Ginevra      | Margherita   | Leo        | Margherita | Margherita | Alessio    | Ginevra    | Leo        |            |            |        |  |  |  |  |  |  |  |  |  |  |  |  |
| 6  | Leo          | Leo          | Leo          | Leo          | Margherita   | Margherita   | Mukesh       | Margherita | Mukesh     | Chiara     | Ginevra    | Alessio    |            |            |            |        |  |  |  |  |  |  |  |  |  |  |  |  |
| 7  | Margherita   | Margherita   | Margherita   | Mukesh       | Mukesh       | Paola        | Riccardo     | Stefano    | Alessio    | Mukesh     | Mukesh     |            |            |            |            |        |  |  |  |  |  |  |  |  |  |  |  |  |
| 8  | Maria        | Maria        | Mukesh       | Paola        | Riccardo     | Riccardo     | Stefano      | Mukesh     | Riccardo   | Riccardo   |            |            |            |            |            |        |  |  |  |  |  |  |  |  |  |  |  |  |
| 9  | Mukesh       | Mukesh       | Paola        | Riccardo     | Stefano      | Gianbattista | Davide       | Riccardo   | Stefano    |            |            |            |            |            |            |        |  |  |  |  |  |  |  |  |  |  |  |  |
| 10 | Paola        | Paola        | Riccardo     | Stefano      | Gianbattista | Leo          | Paola        | Paola      |            |            |            |            |            |            |            |        |  |  |  |  |  |  |  |  |  |  |  |  |
| 11 | Riccardo     | Stefania     | Stefano      | Alessio      | Paola        | Mukesh       | Gianbattista |            |            |            |            |            |            |            |            |        |  |  |  |  |  |  |  |  |  |  |  |  |
| 12 | Stefano      | Stefano      | Gaia         | Maria        | Maria        |              |              |            |            |            |            |            |            |            |            |        |  |  |  |  |  |  |  |  |  |  |  |  |
| 13 | Gaia         | Gaia         | Maria        | Gaia         |              |              |              |            |            |            |            |            |            |            |            |        |  |  |  |  |  |  |  |  |  |  |  |  |
| 14 | Giovanni     | Riccardo     | Stefania     |              |              |              |              |            |            |            |            |            |            |            |            |        |  |  |  |  |  |  |  |  |  |  |  |  |
| 15 | Stefania     | Giovanni     |              |              |              |              |              |            |            |            |            |            |            |            |            |        |  |  |  |  |  |  |  |  |  |  |  |  |
| 16 | Daniele      |              |              |              |              |              |              |            |            |            |            |            |            |            |            |        |  |  |  |  |  |  |  |  |  |  |  |  |

Legenda:
     Il concorrente ha vinto la gara
     Il concorrente ha perso la sfida finale e si classifica al secondo posto della gara
     Il concorrente si classifica al terzo posto della gara
     Il concorrente accede in finale
     Il concorrente ha vinto la puntata ed ha diritto ad indossare il "grembiule blu"
     Il concorrente ha vinto la puntata ed anche la prova tecnica
     Il concorrente ha vinto la prova tecnica
     Il concorrente ha affrontato la prova creativa e/o tecnica, è salvo ed accede alla puntata successiva (l'ordine di chiamata è casuale)
     Il concorrente, al termine di una prova, o della puntata, figura tra gli ultimi 2 o 3 classificati ed è a rischio eliminazione, ma si salva
     Il concorrente è stato eliminato al termine di una prova
     Il concorrente è stato eliminato al termine della puntata
     Il concorrente si è ritirato dalla gara
     Il concorrente non partecipa alla puntata ma è salvo
     Il concorrente accede alla finalissima
|               | 1          | 2         | 3         | 4         | 5         | 6        | 7         | 8         | 9         | 10        | 11        | 12        | Semifinale | Finale        | Grembiuli blu vinti |
| Prova Tecnica | Margherita | Davide    | Paola     | Stefano   | Chiara    | Stefano  | Leonardo  | Stefano   | Davide    | Ginevra   | Chiara    | Chiara    | Davide     | Chiara Davide | Grembiuli blu vinti |
| Davide        | SALVO      | PRIMO     | PRIMO     | SALVO     | SALVO     | SALVO    | ULTIMI 3  | SALVO     | PRIMO     | SALVO     | SALVO     | ULTIMI 3  | PRIMO      | VINCITORE     | 4                   |
| Chiara        | PRIMA      | SALVA     | SALVA     | SALVA     | SALVA     | SALVA    | SALVA     | SALVA     | SALVA     | ULTIMI 3  | PRIMA     | SALVA     | ULTIMI 2   | SECONDA       | 2                   |
| Margherita    | SALVA      | SALVA     | SALVA     | PRIMA     | SALVA     | SALVA    | SALVA     | SALVA     | SALVA     | SALVA     | SALVA     | PRIMA     | FINALISTA  | TERZA         | 2                   |
| Ginevra       | SALVA      | SALVA     | SALVA     | SALVA     | SALVA     | SALVA    | SALVA     | SALVA     | SALVA     | PRIMA     | ULTIMI 3  | ULTIMI 3  | FINALISTA  | QUARTA        | 1                   |
| Leo           | SALVO      | SALVO     | SALVO     | SALVO     | SALVO     | ULTIMI 3 | PRIMO     | SALVO     | SALVO     | SALVO     | SALVO     | SALVO     | ELIMINATO  |               | 1                   |
| Alessio       | SALVO      | SALVO     | SALVO     | ULTIMI 3  | PRIMO     | SALVO    | SALVO     | PRIMO     | ULTIMI 3  | SALVO     | ULTIMI 3  | ELIMINATO |            |               | 2                   |
| Mukesh        | SALVO      | SALVO     | SALVO     | SALVO     | SALVO     | ULTIMI 3 | SALVO     | ULTIMI 3  | SALVO     | ULTIMI 3  | ELIMINATO |           |            |               | 0                   |
| Riccardo      | SALVO      | ULTIMI 3  | SALVO     | SALVO     | SALVO     | SALVO    | SALVO     | ULTIMI 3  | ULTIMI 3  | ELIMINATO |           |           |            |               | 0                   |
| Stefano       | SALVO      | SALVO     | SALVO     | SALVO     | SALVO     | PRIMO    | SALVO     | SALVO     | ELIMINATO |           |           |           |            |               | 1                   |
| Paola         | SALVA      | SALVA     | SALVA     | SALVA     | ULTIMI 3  | SALVA    | ULTIMI 3  | ELIMINATA |           |           |           |           |            |               | 0                   |
| Gianbattista  | SALVO      | SALVO     | SALVO     | SALVO     | ULTIMI 3  | ULTIMI 3 | ELIMINATO |           |           |           |           |           |            |               | 0                   |
| Maria         | SALVA      | SALVA     | ULTIMI 3  | ULTIMI 3  | ELIMINATA |          |           |           |           |           |           |           |            |               | 0                   |
| Gaia          | ULTIMI 3   | ULTIMI 3  | ULTIMI 3  | ELIMINATA |           |          |           |           |           |           |           |           |            |               | 0                   |
| Stefania      | ULTIMI 3   | SALVA     | ELIMINATA |           |           |          |           |           |           |           |           |           |            |               | 0                   |
| Giovanni      | ULTIMI 3   | ELIMINATO |           |           |           |          |           |           |           |           |           |           |            |               | 0                   |
| Daniele       | RITIRATO   |           |           |           |           |          |           |           |           |           |           |           |            |               | 0                   |

Legenda:
     Il concorrente ha vinto la gara
     Il concorrente ha perso la sfida finale e si classifica al secondo posto della gara
     Il concorrente si classifica al terzo posto della gara
     Il concorrente accede in finale
     Il concorrente ha vinto il grembiule blu
     Il concorrente è salvo e accede alla puntata successiva
     Il concorrente, al termine di una prova, o della puntata, figura tra gli ultimi 2 o 3 classificati ed è a rischio eliminazione, ma si salva
     Il concorrente è stato eliminato al termine della puntata
     Il concorrente si è ritirato dalla gara
     Il concorrente non partecipa alla puntata ma è salvo

## Riassunto episodi

### Episodio 1
Prima TV: 2 settembre 2022
In questo primo episodio i 16 migliori pasticceri risultanti dai casting hanno affrontato le tre prove caratteristiche di Bake Off Italia, la prova creativa, quella tecnica e la prova sorpresa. Al termine della puntata il miglior pasticcere risultante dalle tre prove riceverà il grembiule blu e un bonus per la puntata successiva, mentre il concorrente peggiore sarà eliminato. Al termine della puntata non avviene la solita eliminazione, in quanto un concorrente, per problemi di famiglia, è costretto a ritirarsi dalla gara.
- La prova creativa: Dolce Sono fiero di me[1]
- La prova tecnica: La pastiera e la crema inglese
- La prova sorpresa: Torta Giocattolo d'infanzia[2]
- Grembiule blu: Chiara
- Concorrente eliminato: Nessuno. A seguito del ritiro di Daniele, i giudici decidono di non eliminare nessun concorrente.

### Episodio 2
Prima TV: 9 settembre 2022
In questo secondo episodio i 15  pasticceri hanno affrontato le tre prove tutte riguardanti le origini dei giudici. Al termine della puntata il miglior pasticcere risultante dalle tre prove riceverà il grembiule blu e un bonus per la puntata successiva, mentre il concorrente peggiore sarà eliminato. 
- La prova creativa: La torta caprese
- La prova tecnica: Lo zuccotto
- La prova sorpresa: Lo strudel[3]
- Grembiule blu: Davide
- Concorrente eliminato: Giovanni

### Episodio 3
Prima TV: 16 settembre 2022
In questo terzo episodio i 14 pasticceri hanno affrontato le tre prove sul tema dell'America. Al termine della puntata il miglior pasticcere risultante dalle tre prove riceverà il grembiule blu e un bonus per la puntata successiva, mentre il concorrente peggiore sarà eliminato. 
- La prova creativa: La New York cheesecake
- La prova tecnica: La apple pie
- La prova sorpresa: La torre di brownie[4]
- Grembiule blu: Davide
- Concorrente eliminato: Stefania

### Episodio 4
- Prima TV: 23 settembre 2022
- Ospiti: Fulvio Marino

In questo quarto episodio i 13 pasticceri hanno affrontato le tre prove sul tema della merenda. Al termine della puntata il miglior pasticcere risultante dalle tre prove riceverà il grembiule blu e un bonus per la puntata successiva, mentre il concorrente peggiore sarà eliminato. 
- La prova creativa: Pane, burro e marmellata[5]
- La prova tecnica: Il rotolone di pan di Spagna
- La prova sorpresa: La torre di budino[6]
- Grembiule blu: Margherita
- Concorrente eliminato: Gaia

### Episodio 5
- Prima TV: 30 settembre 2022
- Ospiti: Daniela Ribezzo, Giuseppe Dell'Anno

In questo quinto episodio, Stefano non prende parte a nessuna delle prove per motivi di salute, ma resta comunque salvo dall'eliminazione e torna a competere nell'episodio successivo. Gli 11 pasticceri hanno affrontato le tre prove sul tema del cioccolato. Al termine della puntata il miglior pasticcere risultante dalle tre prove riceverà il grembiule blu e un bonus per la puntata successiva, mentre il concorrente peggiore sarà eliminato. 
- La prova creativa: La torta pere e cioccolato[7]
- La prova tecnica: La Foresta nera
- La prova sorpresa: La scatola di cioccolatini[8]
- Grembiule blu: Alessio
- Concorrente eliminato: Maria

### Episodio 6
- Prima TV: 7 ottobre 2022

In questo sesto episodio, Stefano ritorna a competere alle sfide, dopo aver saltato quelle della puntata precedente. Gli 11 pasticceri hanno affrontato le tre prove sul tema della dolcezza. Al termine della puntata il miglior pasticcere risultante dalle tre prove riceverà il grembiule blu e un bonus per la puntata successiva, mentre il concorrente peggiore sarà eliminato.
- La prova creativa: La torta rovesciata[9]
- La prova tecnica: La torta meringata
- La prova sorpresa: La torta ritratto[10]
- Grembiule blu: Stefano
- Concorrente eliminato: Nessuno

### Episodio 7
- Prima TV: 14 ottobre 2022

In questo settimo episodio, gli 11 pasticceri hanno affrontato le tre prove sul tema "con le mani". Al termine della puntata il miglior pasticcere risultante dalle tre prove riceverà il grembiule blu e un bonus per la puntata successiva, mentre il concorrente peggiore sarà eliminato.
- La prova creativa: I biscotti[11]
- La prova tecnica: Il danubio
- La prova sorpresa: Il croquembouche[12]
- Grembiule blu: Leo
- Concorrente eliminato: Gianbattista

### Episodio 8
- Prima TV: 21 ottobre 2022
- Ospiti: Padre Lorenzo

In questo ottavo episodio, i 10 pasticceri hanno affrontato le tre prove sul tema della frutta. Al termine della puntata il miglior pasticcere risultante dalle tre prove riceverà il grembiule blu e un bonus per la puntata successiva, mentre il concorrente peggiore sarà eliminato. In questa puntata la prima prova (quella creativa), si è svolta in esterna, nel Convento di Monte Carmelo di Loano.
- La prova creativa: I dessert di fine pasto[13]
- La prova tecnica: La crostata di frutta
- La prova sorpresa: Il marzapane[14]
- Grembiule blu: Alessio
- Concorrente eliminato: Paola

### Episodio 9
- Prima TV: 28 ottobre 2022
- Ospite: Fulvio Marino

In questo nono episodio, i 9 pasticceri hanno affrontato le tre prove sul tema della pasta sfoglia. Al termine della puntata il miglior pasticcere risultante dalle tre prove riceverà il grembiule blu e un bonus per la puntata successiva, mentre il concorrente peggiore sarà eliminato.
- La prova creativa: La millefoglie[15]
- La prova tecnica: Le sfogliatelle
- La prova sorpresa: I salatini[16]
- Grembiule blu: Davide
- Concorrente eliminato: Stefano

### Episodio 10
- Prima TV: 4 novembre 2022
- Ospite: Monia Di Liello

In questo decimo episodio, i 9 pasticceri hanno affrontato le tre prove sul tema dell'amore. Al termine della puntata il miglior pasticcere risultante dalle tre prove riceverà il grembiule blu e un bonus per la puntata successiva, mentre il concorrente peggiore sarà eliminato.
- La prova creativa: I baci di dama[17]
- La prova tecnica: La Paris-Brest
- La prova sorpresa: La Naked Cake[18]
- Grembiule blu: Ginevra
- Concorrente eliminato: Riccardo

### Episodio 11
- Prima TV: 11 novembre 2022
- Ospite: Fulvio Marino

In questo undicesimo episodio Damiano non partecipa a nessuna delle tre prove. I 7 pasticceri hanno affrontato le tre prove sul tema dei lievitati. Al termine della puntata il miglior pasticcere risultante dalle tre prove riceverà il grembiule blu e un bonus per la puntata successiva, mentre il concorrente peggiore sarà eliminato.
- La prova creativa: La pizza gourmet[19]
- La prova tecnica: Il Pan di lana
- La prova sorpresa: Il panettone gastronomico[20]
- Grembiule blu: Chiara
- Concorrente eliminato: Mukesh

### Episodio 12
- Prima TV: 18 novembre 2022

In questo dodicesimo episodio, i 6 pasticceri hanno affrontato le tre prove. Al termine della puntata il miglior pasticcere risultante dalle tre prove riceverà il grembiule blu e un bonus per la puntata successiva, mentre il concorrente peggiore sarà eliminato.
- La prova creativa: Il maritozzo
- La prova tecnica: La Torta Saint Honoré
- La prova sorpresa: Cabaret di 15 pasticcini mignon
- Grembiule blu: Margherita
- Concorrente eliminato: Alessio
- Semifinalisti: Chiara, Davide, Ginevra, Leo e Margherita.

### Episodio 13 -Semifinale
- Prima TV: 25 novembre 2022

In questo tredicesimo episodio, ovvero la semifinale, i 5 pasticceri rimasti in gara hanno affrontato le tre prove. Al termine della puntata il miglior pasticcere risultante dalle tre prove riceverà il grembiule blu ed insieme ad altri tre pasticceri andrà dritto in finale, mentre il concorrente peggiore sarà eliminato.
- La prova creativa: Rivisitazione in chiave di pasticceria moderna di alcuni dolci della tradizione:
  - Delizia al limone (per Margherita - scelta da se stessa)
  - Cassata (per Ginevra - scelta da Margherita)
  - Zuppa inglese (per Chiara - scelta da Ginevra)
  - Tiramisù (per Leo - scelto da Chiara)
  - Montblanc (per Davide - scelto da Leo)
- La prova tecnica: Rotolo a forma di Mattarello
- La prova sorpresa: La Wedding cake
- Grembiule blu: Davide
- Concorrente eliminato: Leo
- Finalisti: Davide, Margherita, Ginevra, Chiara

### Episodio 14 -Finale
- Prima TV: 2 dicembre 2022
- Ospiti: Gino Fabbri

Nel quattordicesimo episodio, nonché finale del programma, i 4 concorrenti si sfidano dapprima nella prova creativa che decreta il quarto classificato, poi nella prova tecnica che porterà all'elezione dei due super finalisti, e terzo classificato. Nella sfida finale i due concorrenti rimasti si sfidano in un proprio dolce da vittoria, per eleggere il vincitore della decima edizione.
- La prova creativa: La Kek Lapis 
  - Quarta classificata: Ginevra
- La prova tecnica: Torta del Giubileo 
  - Terza classificata: Margherita
- La prova finale: 3 Dolci Cavalli di battaglia (un dolce da forno, una monoporzione moderna, un dolce al piatto)
  - Seconda classificata: Chiara 
    - Vincitore: Davide

## Ascolti
| Puntata    | Messa in onda     | Telespettatori | Share |
| ---------- | ----------------- | -------------- | ----- |
| 1          | 2 settembre 2022  | 462 000        | 3,00% |
| 2          | 9 settembre 2022  | 615 000        | 3,90% |
| 3          | 16 settembre 2022 | 708 000        | 4,30% |
| 4          | 23 settembre 2022 | 737 000        | 4,00% |
| 5          | 30 settembre 2022 | 563 000        | 3.00% |
| 6          | 7 ottobre 2022    | 528 000        | 2,80% |
| 7          | 14 ottobre 2022   | 585 000        | 3,00% |
| 8          | 21 ottobre 2022   | 589 000        | 3,10% |
| 9          | 28 ottobre 2022   | 580 000        | 3,00% |
| 10         | 4 novembre 2022   | 593 000        | 3,00% |
| 11         | 11 novembre 2022  | 552 000        | 2,90% |
| 12         | 18 novembre 2022  | 590.000        | 3,00% |
| Semifinale | 25 novembre 2022  | 700.000        | 3,60% |
| Finale     | 2 dicembre 2022   | 788.000        | 4,00% |
| Media      | Media             | 692.600        | 3,33% |